# Historia de Concepción
Historia de Concepción, appelée par son auteur Latido y rutas de Concepción est une peinture murale de 280 m2, réalisée à fresque par l'artiste chilien Gregorio de la Fuente entre 1943 et 1946. L'œuvre est située dans ce qu'on appelle désormais le Salón Mural, le hall d'entrée des bureaux du gouvernement régional de Biobío, situés dans l'ancienne gare centrale de Concepción (es). Elle est considérée comme un « trésor du Barrio Cívico (es) » de Concepción et est déclarée Monument national du Chili le 8 septembre 2008.

## Histoire
La fresque Historia de Concepción est l'une des premières à être peintes dans la ville de Concepción, ainsi que l'une des premières à être situées dans un lieu public. En 1942, Gregorio de la Fuente participe à un concours organisé par l'Empresa de los Ferrocarriles del Estado, dont le gagnant se voit offrir la possibilité de peindre une peinture murale dans le hall du nouveau bâtiment de la gare centrale de Concepción (es), qui a été achevée l'année précédente après la destruction du premier bâtiment lors du tremblement de terre de Chillán en 1939. L'œuvre est réalisée entre 1943 et 1946, avec l'aide des peintres Sergio Sotomayor (1911-) et du jeune Julio Escámez, qui peindra la fresque Historia de la medicina y la farmacia en Chile (« Histoire de la médecine et de la pharmacie au Chili ») quelques années plus tard dans la même ville. Tous les participants doivent être chiliens et finalement, après avoir été finaliste avec les peintres Laureano Guevara et Adolfo Berchenko, De la Fuente est choisi comme lauréat en avril 1943. Historia de Concepción est réalisée entre 1943 et 1946.
Quelques années plus tard, au milieu du XXe siècle et avec l'arrivée de muralistes mexicains, de nouveaux projets de ce type sont apparus dans la ville, dont Presencia de América Latina (« Présence de l'Amérique latine ») de Jorge González Camarena.

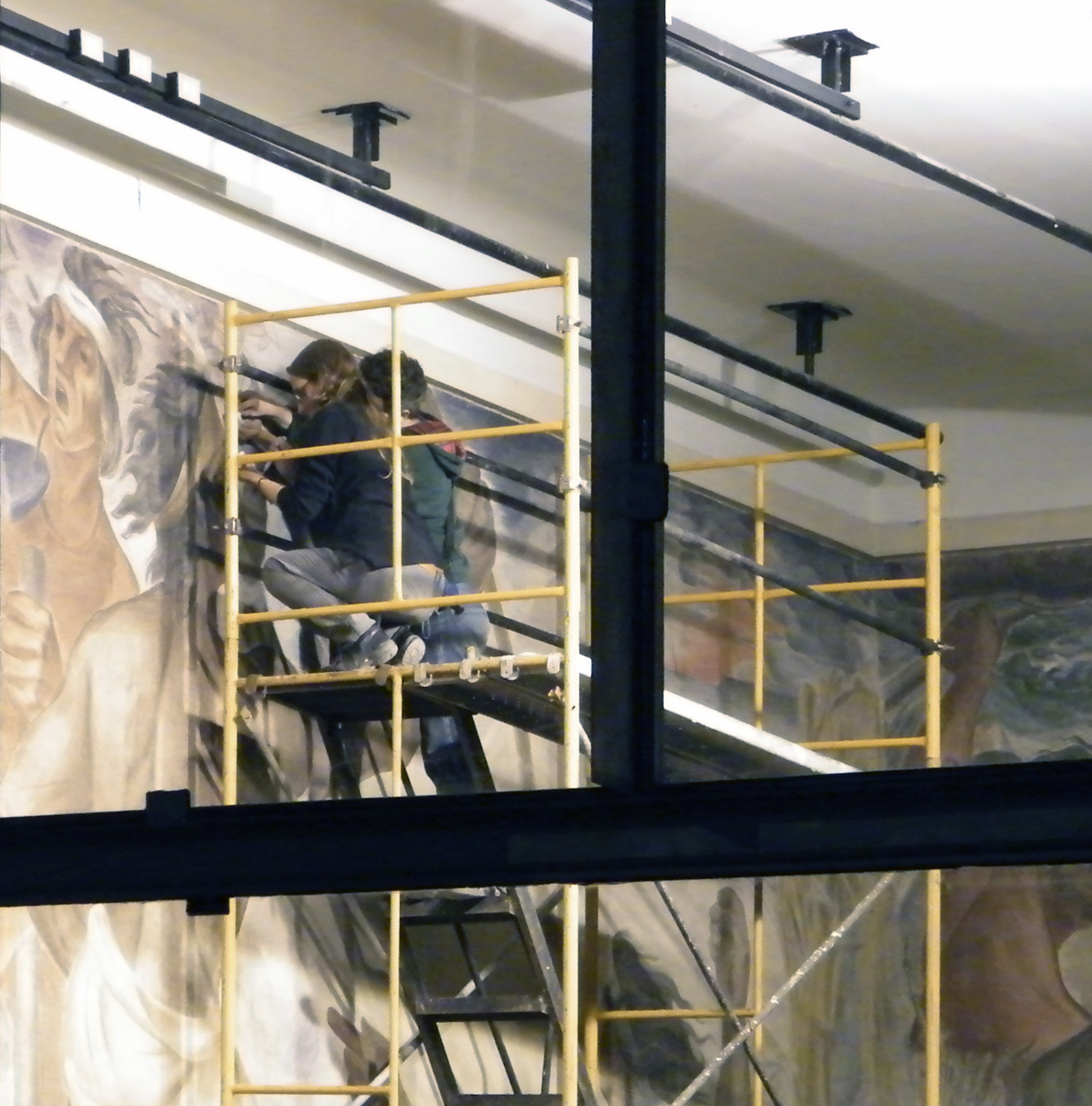
Restauration de la peinture à la suite du séisme de 2010.

Entre 1987 et 1988, De la Fuente effectue une dernière restauration de l'œuvre de ses propres mains, en protégeant certaines zones vulnérables à l'humidité,. Après cette dernière restauration de l'auteur, l'œuvre, ainsi que les locaux de l'ancienne gare, sont quelque peu oubliés pendant environ une décennie, puis l'entretien est insuffisant. Entre 2005 et 2007, après la fermeture de la gare centrale et le début du remodelage du nouveau quartier civique de Concepción (es), le ministère des Travaux publics n'envisage pas de restaurer la peinture murale, mais de la protéger pour éviter qu'elle ne se détériore pendant la durée des travaux, jusqu'à l'inauguration des nouveaux bureaux des gouvernements régionaux du Chili. Pendant ces travaux, le ministère charge l'entreprise Cesmec Ltda. de réaliser une étude sur la qualité des éléments en béton et en fer présents dans les pièces où se trouve la peinture murale. L'entreprise prélève alors par erreur des échantillons à l'arrière du mur partagé par la peinture, perdant ainsi dix centimètres de largeur,.
Historia de Concepción est par la suite considérée comme un « trésor du Barrio Cívico (es) » de Concepción et est déclarée Monument national du Chili le 8 septembre 2008,,.
En 2009, la détérioration de la peinture murale, principalement due aux matériaux utilisés pour l'œuvre, fait apparaître une grande quantité de poussière sur sa surface, ainsi que des décollements et des zones sans peinture. Le Centre national de conservation et de restauration suggère alors la nécessité d'une étude pour la restauration et l'entretien de l'œuvre, dans le cadre du projet « Puesta en Valor Patrimonial » (« Mise en valeur patrimoniale »), qui propose le sauvetage de onze autres biens patrimoniaux de la région du Biobío.
Le 27 février 2010, un fort tremblement de terre frappe le Chili, avec son épicentre à 115 km au nord-ouest de Concepción, fissurant le tableau et nécessitant son isolement pendant plusieurs mois pour des réparations. Cependant, au début de l'année 2012, l'ouvrage est entièrement restauré, avec la contribution d'un investissement de cinquante et un millions de pesos par le sous-secrétariat chilien au développement régional et administratif, dépendant du ministère de l'Intérieur. Le 8 septembre 2015, une nouvelle restauration a commencé concernant la structure de la salle, dont le coût estimé est de 500 millions de pesos.

## Description de l'œuvre

Mur central.

### Caractéristiques
La fresque, qui mesure 62 mètres de long sur 4,5 mètres de haut, soit 258 m2, est l'une des plus grandes œuvres de l'artiste. Elle est exécutée selon la technique de la fresque, qui nécessite moins d'entretien que les autres techniques de peinture. Cette technique consiste à mélanger de la terre colorée à de l'eau pure, qui est ensuite appliquée sur un mélange de chaux et de sable. La peinture ainsi formée, elle doit être appliquée avec des pinceaux doux.

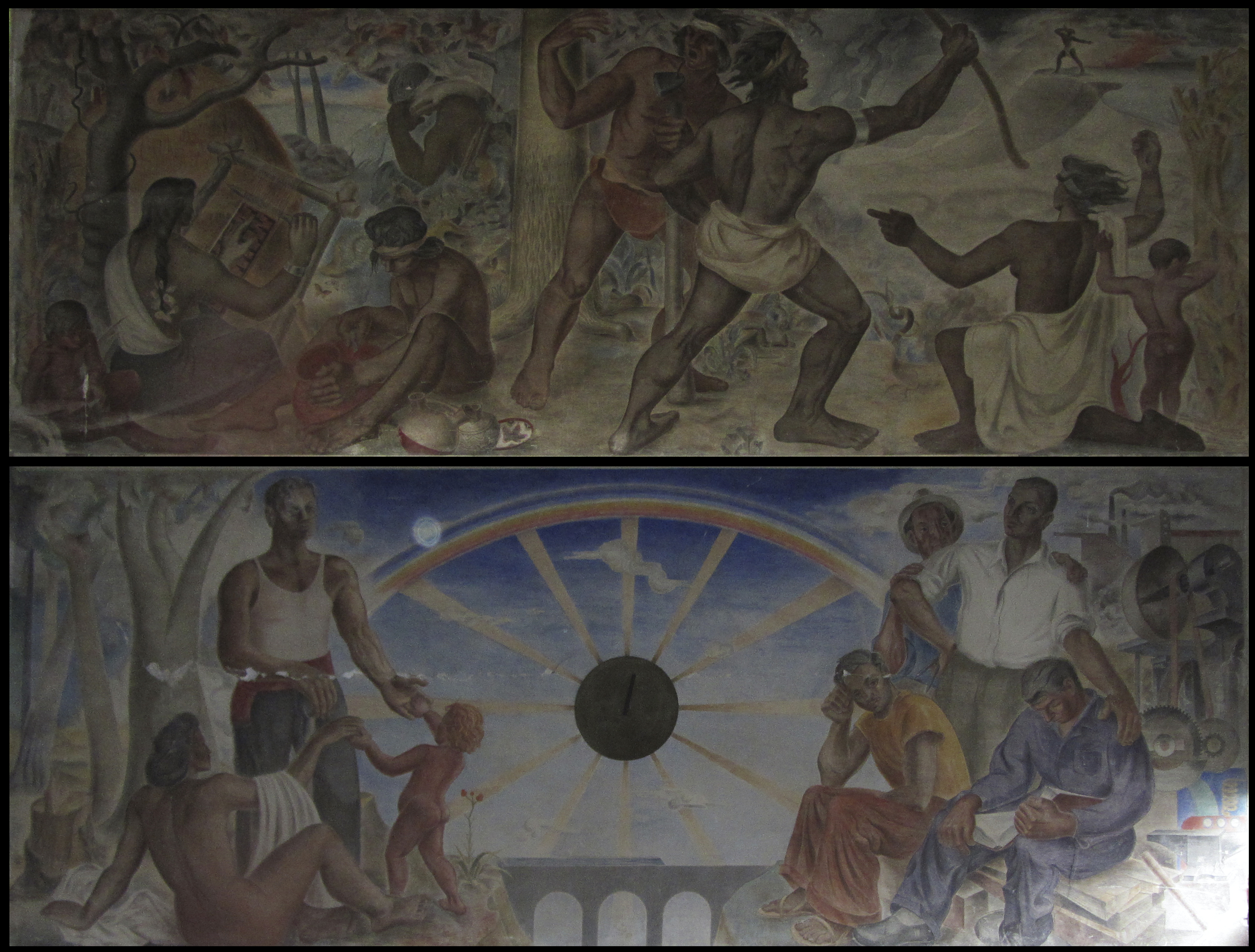
Murs gauche (en haut) et droit (en bas).

La salle des peintures murales est rectangulaire, l'œuvre étant peinte sur trois de ses quatre côtés, dont l'un des plus longs. Sa lecture suit un ordre chronologique, qui doit être lu de gauche à droite. L'œuvre s'inscrit dans le réalisme social (es) né en Union soviétique pour raconter des moments de l'histoire de la ville de Concepción, de ses origines coloniales à son étape d'industrialisation pendant la première moitié du XXe siècle, en se concentrant sur la vie des ouvriers et en mettant en avant la fraternité et le travail. Cette recherche d'une revendication sociale par la peinture a été motivée par la proximité du peintre avec d'autres muralistes mexicains, ainsi que par ses études à Paris.

### Interprétation

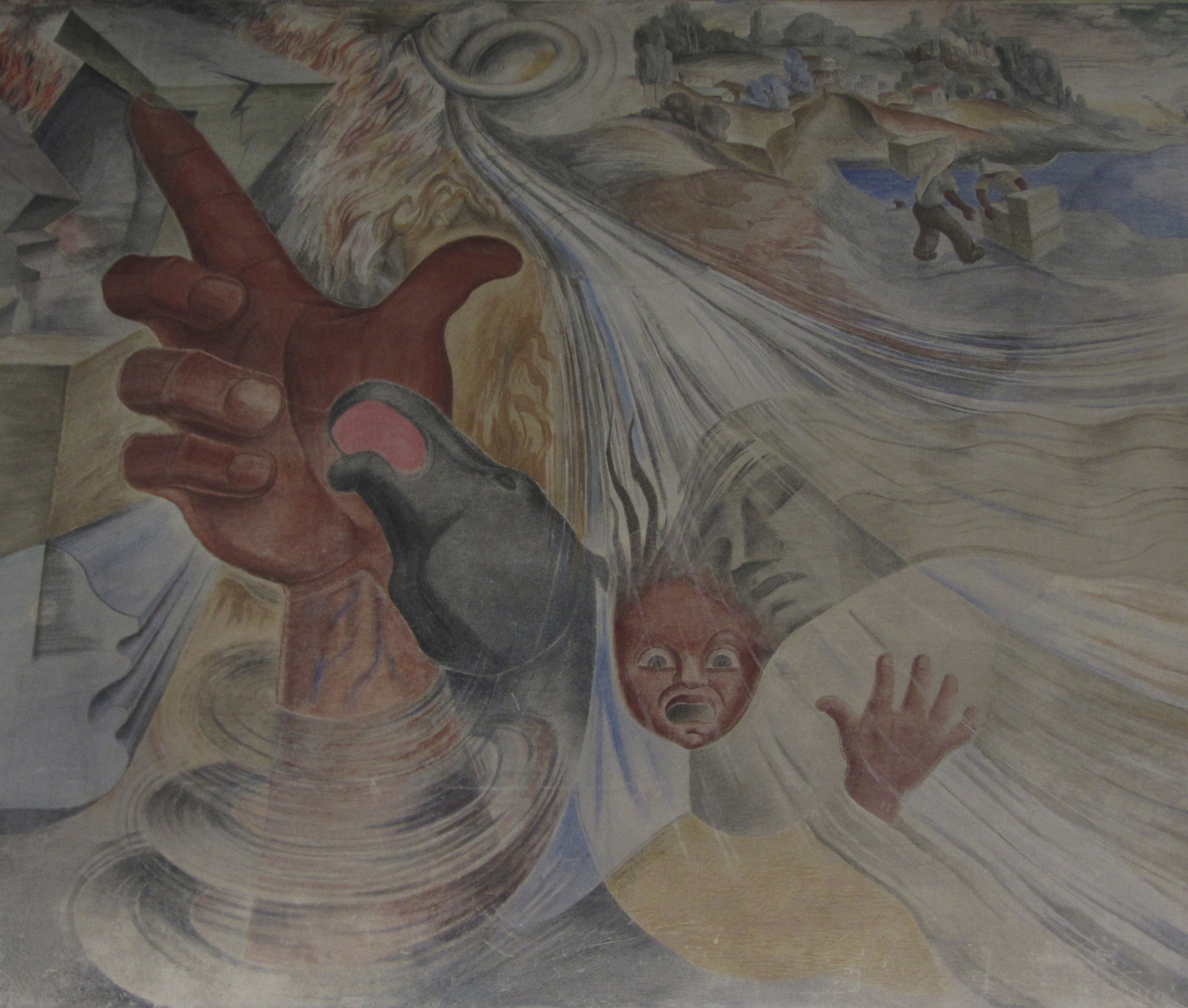
Détail de la fresque qui représente les désastres naturels subis par la ville de Concepción.

Le mur de gauche présente des scènes de la vie quotidienne des Mapuches à l'époque précolombienne, notamment la pratique du tissage. Le panneau central commence par montrer, à gauche, la rencontre violente entre les Mapuches et les Espagnols pendant le Chili colonial, ainsi que les catastrophes naturelles subies par la ville. Au centre, une femme au torse nu, habillée sobrement et tenant le blason de Concepción. Puis, à droite, on peut voir la vie rurale, avec des huasos (cow-boys) qui vivaient de l'agriculture et, plus loin, l'allégorie d'une femme, vêtue d'un tissu, qui se dresse comme un symbole de la ville, avec en arrière-plan certains monuments caractéristiques de la ville, comme l'ancienne gare centrale de Concepción (es), le clocher de l'université de Concepción et la déesse Cérès située dans la fontaine de la Plaza de la Independencia. Plus loin, l'arrivée du chemin de fer est représentée comme un symbole du processus d'industrialisation de la ville, ainsi que l'exploitation du charbon, rappelant l'importance de Lota pour la région,. L'œuvre se termine sur le côté droit par des scènes symboliques du présent et du futur, dans les contextes de l'étude et du travail. Au centre de cette peinture, un arc-en-ciel couronne les rayons d'un soleil, au milieu duquel se trouve une horloge analogique émergeant de la peinture murale.
L'artiste et chercheur Eduardo Meissner interprète la fresque comme suit :

« Les scènes de destruction et de mort sont dissoutes dans la paix et l'apparente tranquillité de la grande figure, debout devant le lent écoulement des eaux, la fusion de la rivière avec le ciel, la silhouette paisible des collines au loin. Cette figure est un symbole majeur et une présence hautement significative, s'appuyant de sa main droite sur les armoiries de la ville, indiquant de sa main gauche les motifs, les valeurs, les attitudes et les activités du territoire et de l'environnement de la zone pencopolitaine, façonnés par les circonstances et la culture d'un demi-siècle. »

— Eduardo Meissner (es), catalogue de l'exposition rétrospective sur Gregorio de la Fuente, Musée national des Beaux-Arts, Santiago, 1994.